# Węgrów

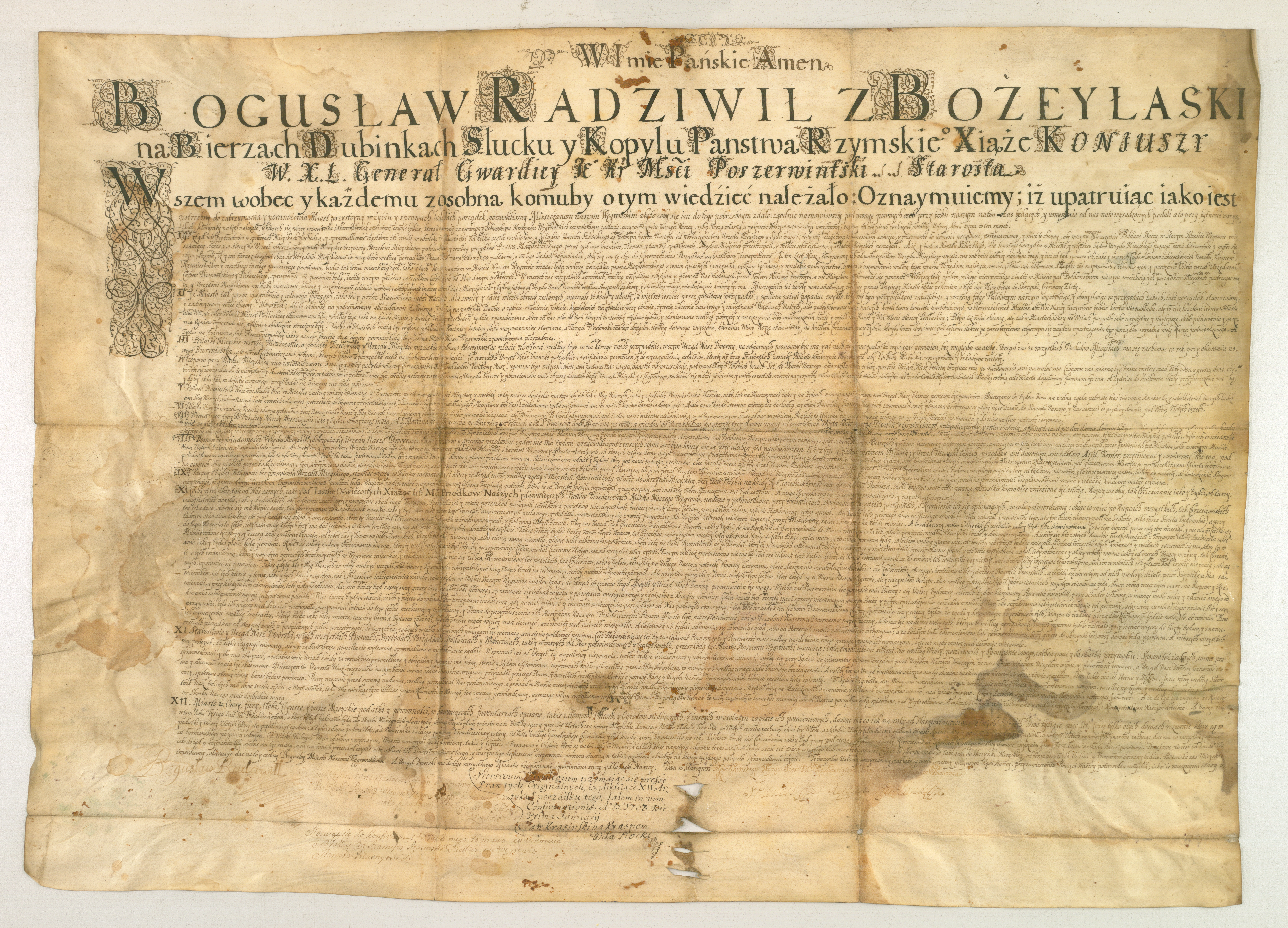
Książę Bogusław Radziwiłł nadaje prawa i przywileje miastu Węgrowo oraz potwierdza przywileje cechów tego miasta w 1650 roku

Węgrów – miasto w Polsce położone w województwie mazowieckim, siedziba gminy wiejskiej Liw, gminy miejskiej Węgrów i powiatu węgrowskiego (w latach 1867–1975 i od 1999).
Węgrów położony jest w Obniżeniu Węgrowskim, na prawym brzegu rzeki Liwiec. Przez miasto przepływa struga Czerwonka.

## Położenie
Według danych z roku 2002 Węgrów ma obszar 35,45 km², w tym: użytki rolne 70%, użytki leśne 16%.
Według danych z 1 stycznia 2011 r. powierzchnia miasta wynosiła 35,51 km². Miasto stanowi 2,91% powierzchni powiatu.
Przy bardzo niskiej, jak na miasto, gęstości zaludnienia można wyróżnić gęsto zaludniony obszar wewnątrz obwodnicy i zabudowane tylko wzdłuż głównych dróg obszary wokół niego.
Sąsiednie gminy: gmina Liw, gmina Miedzna, gmina Sokołów Podlaski.
Węgrów leży na historycznym Podlasiu, w dawnej ziemi drohickiej. Wcześniej Węgrów należał do ziemi liwskiej, stanowiącej część Mazowsza.
W latach 1975–1998 miasto administracyjnie należało do województwa siedleckiego.

## Demografia
Według danych z 30 czerwca 2020 r. miasto miało 12 526 mieszkańców.

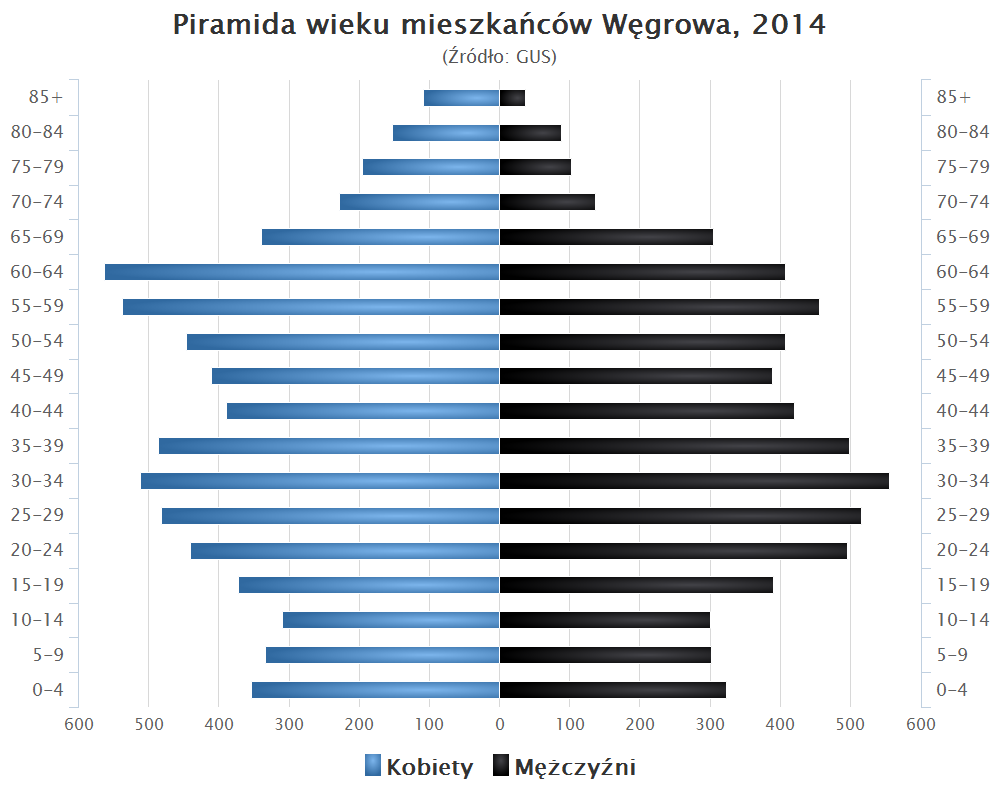
Piramida wieku mieszkańców Węgrowa w 2014 roku

Dane z 30 czerwca 2004:
| Opis                              | Ogółem | Ogółem | Kobiety | Kobiety | Mężczyźni | Mężczyźni |
| jednostka                         | osób   | %      | osób    | %       | osób      | %         |
| --------------------------------- | ------ | ------ | ------- | ------- | --------- | --------- |
| populacja                         | 12 595 | 100    | 6505    | 51,6    | 6090      | 48,4      |
| gęstość zaludnienia (mieszk./km²) | 355,3  | 355,3  | 183,5   | 183,5   | 171,8     | 171,8     |

## Historia

### Początki miasta

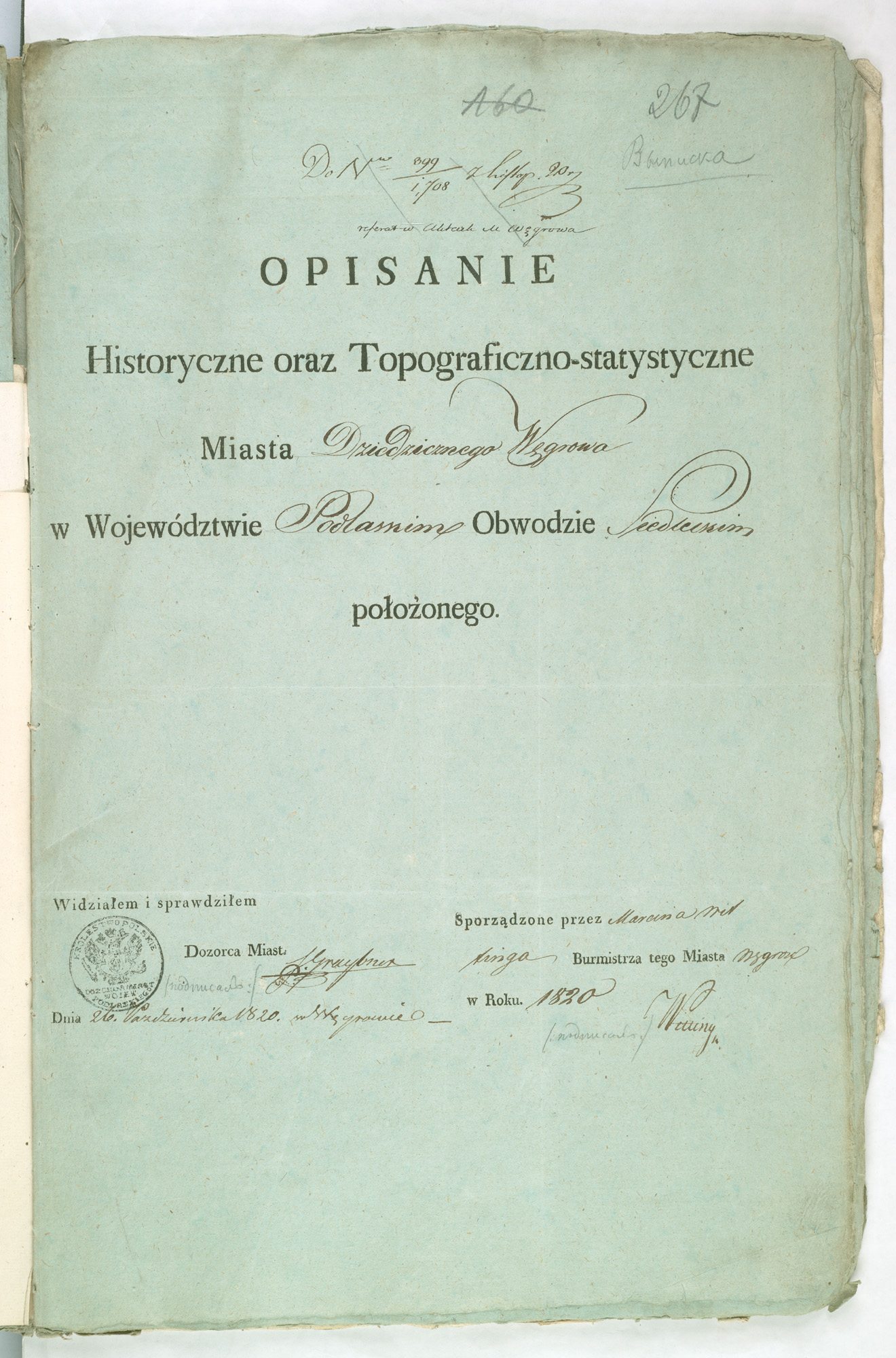
Opis historyczno-statystyczny Węgrowa z zasobów AGAD-u

Węgrów pierwotnie był osadą na pograniczu Podlasia i Mazowsza (ziemi liwskiej). Rozwój Węgrowa zapoczątkowało w XIV wieku wzmożone osadnictwo na tych terenach kolonistów mazowieckich oraz ocieplenie stosunków między Mazowszem i Wielkim Księstwem Litewskim. W XV wieku Węgrów został przyłączony do księstwa mazowieckiego. Z 1414 roku pochodzi pierwsza wzmianka pisana o osadzie, w związku z fundacją kościoła parafialnego ufundowanego przez Piotra Pietkowicza. Wtedy też po raz pierwszy pojawia się nazwa miejscowości zapisana jako Wągrowo, pochodząca przypuszczalnie od przepływającego w pobliżu potoku. Położenie na szlaku handlowym na Ruś przyczyniło się do szybkiego rozwoju miejscowości. W 1441 roku książę mazowiecki Bolesław IV nadał jej prawa miejskie chełmińskie. Bolesław IV w 1446 roku w Parczewie zrezygnował z Węgrowa za odszkodowaniem w wysokości 6 tys. groszy praskich i miasto wróciło pod administrację księcia Kazimierza Jagiellończyka i Wielkiego Księstwa Litewskiego. W 1569 roku po powtórnym włączeniu Podlasia do Królestwa Polskiego Węgrów przynależał administracyjnie do województwa podlaskiego.

### Miasto prywatne
Miasto prywatne Stary Węgrów posiadało w 1441 roku prawo magdeburskie. Położone było w ziemi drohickiej województwa podlaskiego. Pierwszym jego właścicielem był Stanisław z Ołomuńca, po nim od 1476 roku Uhrowscy. W 1506 Marianna (Maryna) Uhrowska wniosła Węgrów w posagu wojewodzie witebskiemu i podlaskiemu Januszowi Kostewiczowi. Po ich jedynej córce Annie z Kostewiczów Radziwilłowej Węgrów przeszedł wraz z ręką jej córki Anny Radziwiłłówny Stanisławowej Kiszczyny do Kiszków (od 1558 roku). Od 1593 roku Węgrów należał do Radziwiłłów. Właściciele dbali o rozwój miasta sprowadzając do niego osadników z różnych części Europy. Sami jednak nie rezydowali w Węgrowie. Ich pałac znajdował się poza granicami miasta, w Starejwsi.
W XVI wieku nastąpił gwałtowny rozwój Węgrowa związany z intensyfikacją handlu zbożem w Rzeczypospolitej. Miasto konkurowało wówczas z sąsiednim Liwem o pierwszeństwo w kontaktach z Gdańskiem. W XVII wieku założono w mieście faktorię kupiecką.

### Ośrodek reformacji
Od 1558 roku za sprawą właścicielki Węgrowa Anny z Radziwiłłów Kiszczyny nastąpił napływ osadników protestanckich. Miasto stało się ważnym ośrodkiem reformacji. Kościół parafialny został przekazany zborowi kalwińskiemu. W mieście ufundowano drukarnię i szkołę ewangelicką. W 1565 roku Węgrów stał się kolebką ruchu braci polskich.
Działali tutaj pierwsi kaznodzieje tego wyznania Piotr z Goniądza i Marcin Krowicki. Gmina ariańska przetrwała jednak tylko do 1592 roku. Uległa likwidacji wraz ze śmiercią jej protektora Jana Kiszki i przejęciem kościoła parafialnego powtórnie przez wyznawców kalwinizmu.
Od XVII wieku dzięki opiece kalwińskiej linii Radziwiłłów na Birżach i Dubinkach Węgrów stał się ważnym ośrodkiem wyznania ewangelicko-augsburskiego dla Podlasia i Mazowsza. Tutaj została przeniesiona parafia luterańska z Warszawy i tutaj ze względu na obowiązującą w województwie mazowieckim nietolerancję religijną do 1788 roku odbywały się synody protestanckie. Na XVI wiek przypada także powstanie w Węgrowie gminy żydowskiej, której największy rozwój miał miejsce w drugiej połowie XIX wieku, gdy Żydzi stanowili 62% mieszkańców miasta.
W połowie XVII wieku właścicielem miasta był Bogusław Radziwiłł. Za jego sprawą nastąpił rozwój sukiennictwa. Sprowadzeni przez niego szkoccy koloniści zbudowali w Węgrowie manufaktury. Nie istniały one jednak długo, gdyż w tym samym czasie Węgrów zaczął chylić się ku upadkowi. Podczas Potopu w 1657 roku miasto zostało spalone i ograbione przez wojska siedmiogrodzkie Jerzego Rakoczego i Szwedów.
W 1630 roku kościół kalwiński został przebudowany na kościół rzymskokatolicki.

### Węgrów w posiadaniu Krasińskich

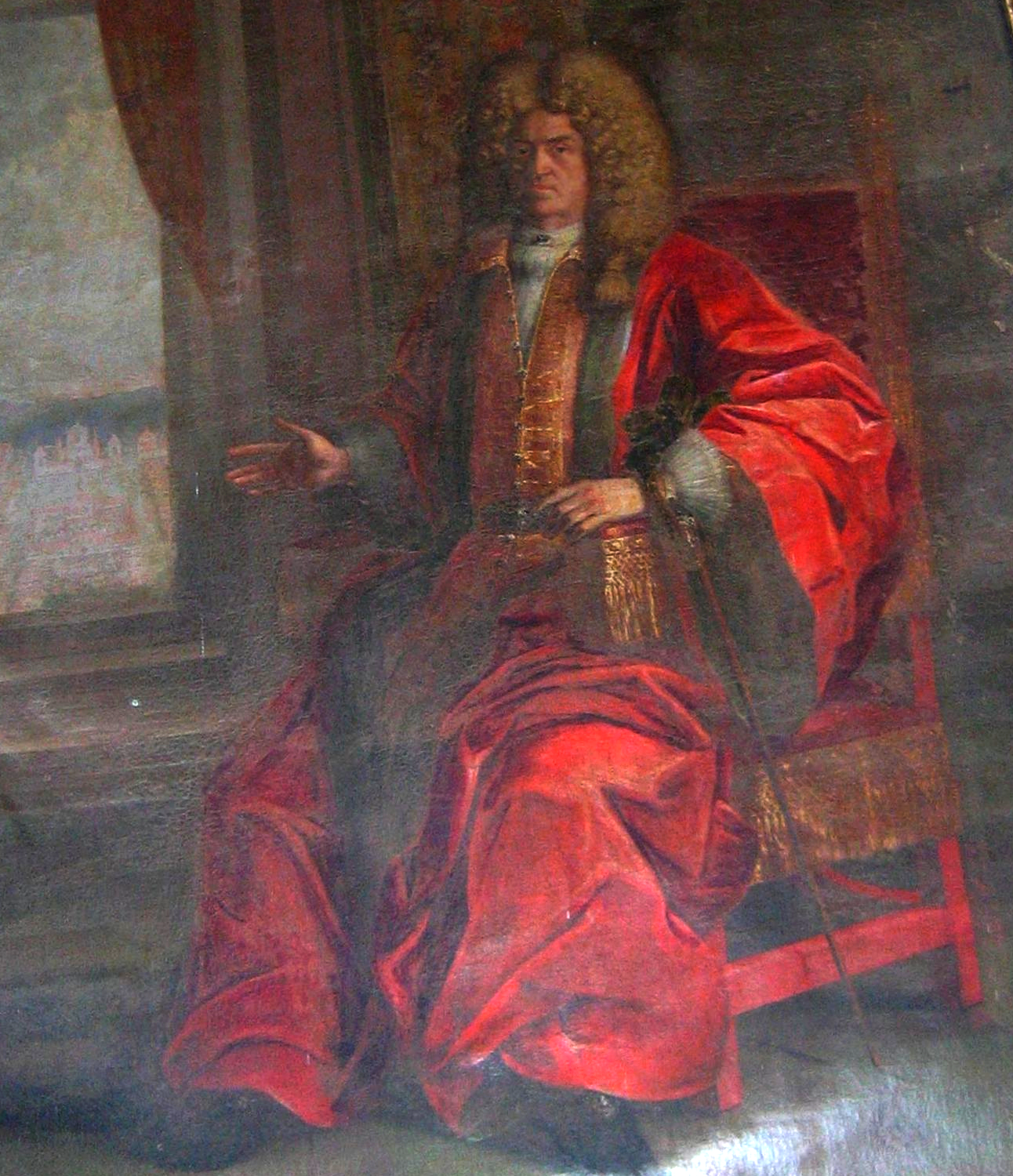
Jan Dobrogost Krasiński

W 1664 roku Bogusław Radziwiłł sprzedał Węgrów katolikowi Janowi Kazimierzowi Krasińskiemu. Nowy właściciel wprowadził w mieście politykę kontrreformacji. W 1675 roku do Węgrowa zostali sprowadzeni z Warszawy reformaci. Ufundowano klasztor. Pod wpływem działań zakonników zaczęły się zatargi religijne. W 1686 roku zamknięto kościół ewangelicki na polecenie biskupa łuckiego Stanisława Witwickiego, jednak dzięki wstawiennictwu dziedzica Węgrowa, wojewody płockiego i starosty warszawskiego Jana Bonawentury Krasińskiego otwarto go ponownie w grudniu 1689 roku. W drugiej połowie XVII wieku i w XVIII wieku z powodu prześladowań duża część ewangelików opuściła miasto. Lukę po nich zapełnili osadnicy żydowscy.
Podczas wojny północnej Węgrów został spalony i ograbiony. Tylko dzięki zaradności Jana Dobrogosta Krasińskiego nie popadł w zupełną ruinę. Został przez niego odbudowany i na krótko odzyskał swoje znaczenie w regionie. Z fundacji Krasińskich powstało kolegium bartolomitów, które po utworzeniu Komisji Edukacji Narodowej miało charakter szkoły podwydziałowej.
Od 1782 właścicielami miasta byli Ossolińscy. Po nich przez krótki okres Węgrów należał do Stanisława Klickiego. Ostatnimi prywatnymi właścicielami miasta byli do 1869 roku Łubieńscy, których rezydencja pałacowa mieściła się w Ruchnej.

### Węgrów w okresie zaborów

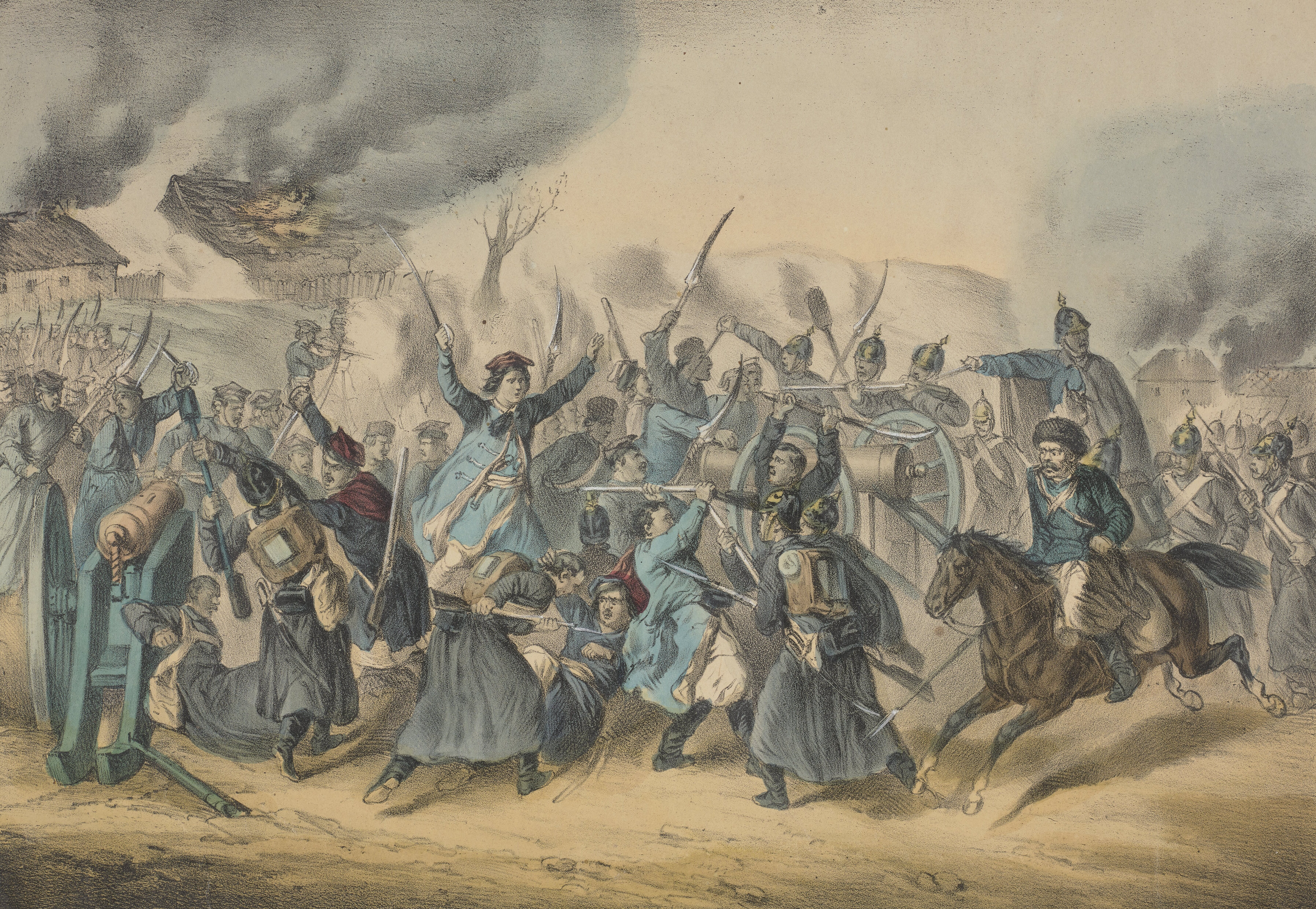
Bitwa pod Węgrowem

Po III rozbiorze Węgrów znalazł się w granicach Austrii. W 1809 roku wszedł w skład Księstwa Warszawskiego. Po zakończeniu wojen napoleońskich od 1815 roku był miastem Królestwa Polskiego. W 1807 roku został miastem powiatowym.
3 lutego 1863 roku pod Węgrowem rozegrała się jedna z większych bitew powstania styczniowego, nazwana przez francuskiego poetę Augusta Barbier Polskimi Termopilami.

### Węgrów w XX wieku
Po odzyskaniu przez Polskę niepodległości w 1918 roku Węgrów pozostawał ośrodkiem życia lokalnego. Nie rozwinął się w większy organizm miejski. Prawie połowę mieszkańców miejscowości stanowili wówczas Żydzi.
Miasto bardzo ucierpiało podczas II wojny światowej. We wrześniu 1939 roku zostało zbombardowane przez lotnictwo niemieckie. Podczas okupacji mieściło się tu ponad ośmiotysięczne getto. W dniu 22 września 1942 Niemcy przystąpili do likwidacji getta,  mordując na miejscu wielu Żydów, a resztę wywożąc do pobliskiego obozu zagłady w Treblince.
Miasto zostało wyzwolone 8 sierpnia 1944 roku w ramach akcji Burza przez oddziały Armii Krajowej Wolskiego.

## Zabytki

### Obiekty sakralne
kościół parafialny

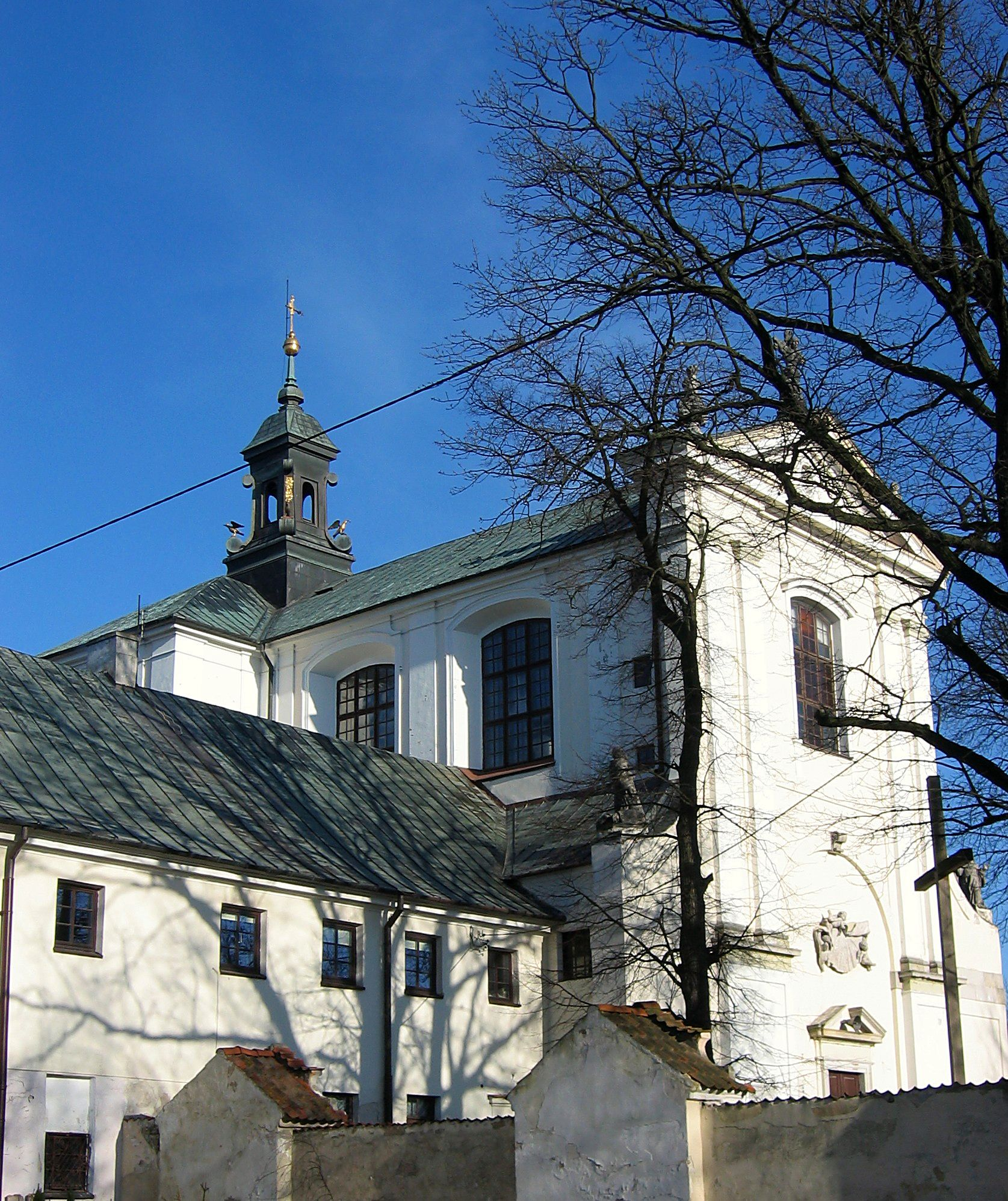
Kościół poreformacki

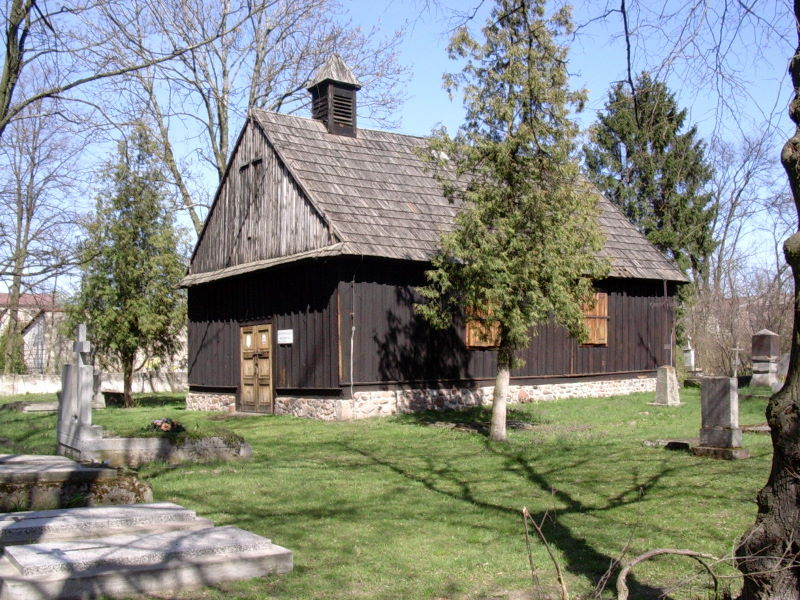
Drewniany kościół luterański

Bazylika mniejsza Wniebowzięcia Najświętszej Marii Panny oraz świętych: Piotra, Pawła, Andrzeja i Katarzyny. Pierwotnie gotycki kościół parafialny z XVI wieku, od 1558 roku świątynia kalwińska, w latach 1565–1592 w posiadaniu zboru braci polskich. W 1630 roku odzyskana przez katolików. W latach 1707–1839 pod opieką zakonu bartolomitów. W latach 1703–1706 kościół został przebudowany w stylu barokowym przez Carlo Ceroniego i Jana Reisnera według projektu Tylmana z Gameren
Wnętrze świątyni bogato zdobione w stylu barokowym polichromiami i freskami Michała Anioła Palloniego z lat 1707–1708 wykonanymi w duchu kontrreformacji oraz obrazami Szymona Czechowicza. W zakrystii kościoła kolekcja portretów dostojników kościelnych oraz Lustro Twardowskiego – według legendy, magiczny artefakt.
Kościół parafialny pełni funkcję sanktuarium diecezjalnego Matki Bożej Fatimskiej oraz kolegiaty diecezji drohiczyńskiej. 4 kwietnia 1997 świątynia została ustanowiona bazyliką mniejszą.
kościół poreformacki
Kościół parafialny św. Antoniego z Padwy i św. Piotra z Alkantary. Pierwotnie kościół klasztorny zakonu reformatów fundacji Jana Dobrogosta Krasińskiego. Wybudowany w stylu barokowym w latach 1693–1715 według projektu Tylmana z Gameren. Wnętrze w stylu barokowym z polichromiami i freskami Michelangelo Palloniego z lat 1706–1711, z ołtarzem i krucyfiksem Andreasa Schlütera. Uwagę zwraca barokowe epitafium Jana Dobrogosta Krasińskiego.
kościół ewangelicki
Kościół parafialny Świętej Trójcy zbudowany w latach 1836–1841 dla gminy luterańskiej. Klasycystyczny kościół halowy z wieżą przykrytą piramidalnym hełmem. W skromnym wnętrzu ołtarz z obrazem olejnym Chrystus w Ogrójcu.
drewniany kościół ewangelicki
Modrzewiowy kościół ewangelicki z 1679 roku wybudowany w miejscu wcześniejszej świątyni protestanckiej z 1634 roku spalonej przez reformatów w 1678 roku. Zbudowany na mocy przywileju biskupa łuckiego Stanisława Witwickiego w ciągu jednej doby. W latach 1685–1687 nieczynny. Do 1776 roku pełnił funkcję luterańskiego kościoła parafialnego.
neoromańska kaplica cmentarna
Kaplica Przemienienia Pańskiego i Matki Boskiej Szkaplerzowej. Zbudowana w 1893 roku. Pierwotnie pełniła funkcję mauzoleum rodziny Łubieńskich.

### Zabudowania klasztorne
klasztor reformatów
Ufundowany przez rodzinę Krasińskich. Zbudowany w 1693 roku. Odbudowany po zniszczeniach wojny północnej w latach 1706–1722. Po kasacie zakonu w 1864 roku część obiektu została przebudowana na cerkiew prawosławną. W pozostałych pomieszczeniach mieściła się szkoła i remiza strażacka. Obecnie w gmachu poklasztornym znajduje się plebania kościoła poreformackiego oraz dom rekolekcyjny.
kolegium księży komunistów (bartolomitów)
Ufundowane przez rodzinę Krasińskich. Zbudowane w latach 1708–1712 w sąsiedztwie kościoła parafialnego w stylu barokowym. Budynek pełnił funkcję domu zakonnego bartolomitów oraz seminarium. Kolegium od 1778 roku miało charakter szkoły powiatowej, a od 1783 roku szkoły podwydziałowej. Zostało skasowane w 1839 roku i przeniesione do Janowa Podlaskiego. W 1864 roku budynek został odebrany węgrowskiej parafii i przejęty przez władze państwowe. Po II wojnie światowej w gmachu mieścił się Powiatowy Urząd Bezpieczeństwa, a później urzędy i instytucje państwowe. W 2003 roku obiekt został częściowo zwrócony kościołowi katolickiemu.

### Budynki
Dom Gdański

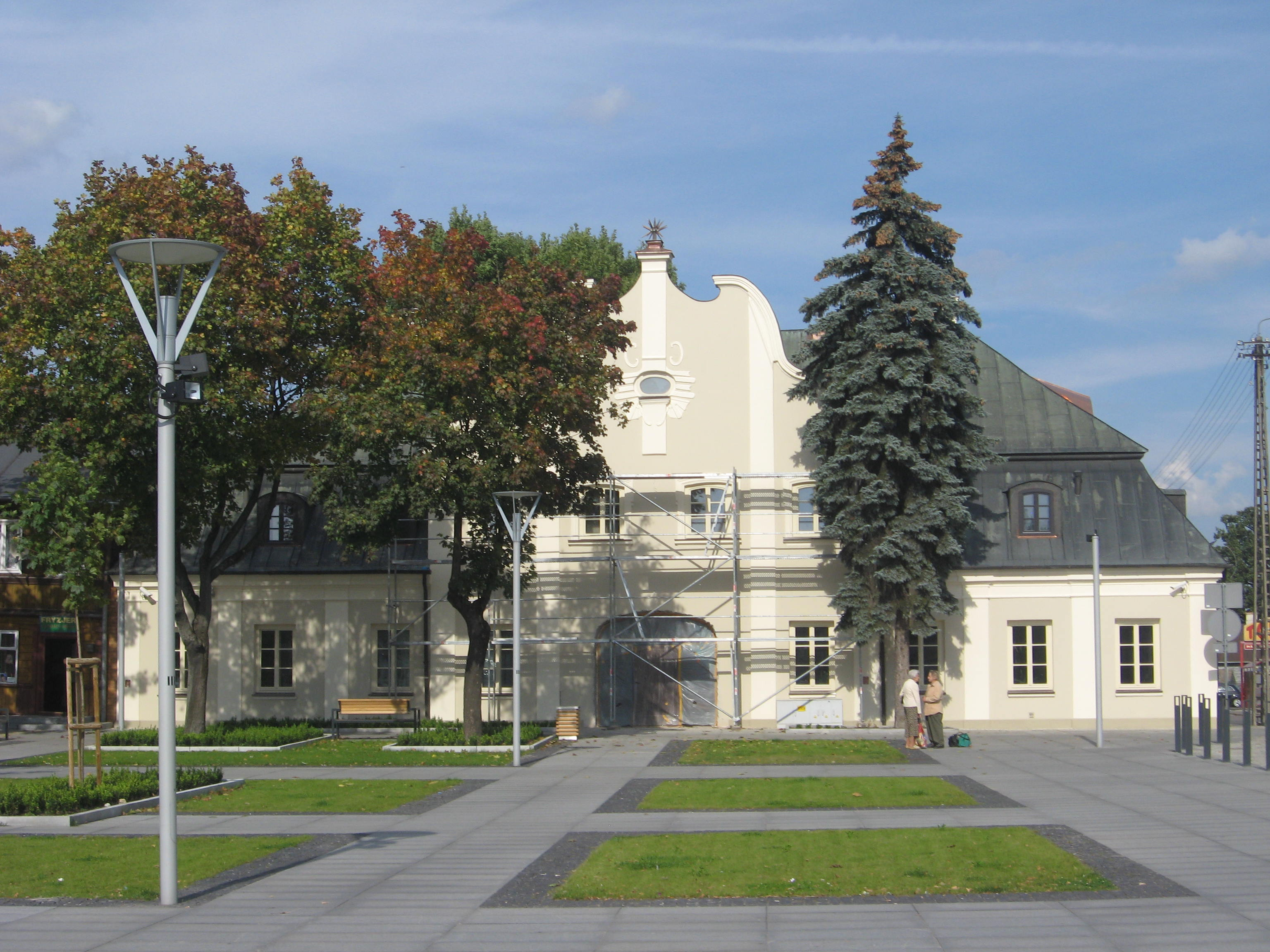
Dom Gdański w Węgrowie

Dawny zajazd z XVIII wieku, usytuowany przy rynku miejskim. Zbudowany w stylu barokowym z mansardowym dachem. Obecnie siedziba Miejskiej Biblioteki Publicznej.
Dom Lipki
Pierwotnie dom późnorenesansowy, uważany powszechnie za siedzibę drukarni ariańskiej. Zrekonstruowany w 1987 roku. Obecnie siedziba Urzędu Stanu Cywilnego.
Pastorówka
Dom pastora ewangelickiego ufundowany przez bankiera królewskiego Piotra Tepperra w 1763 roku. Od 1962 roku w jego wnętrzach mieści się Ewangelicki Dom Opieki Sarepta.
Dom Rabina
Dawny dom rabina żydowskiej gminy wyznaniowej.
Stara Plebania
Plebania kościoła katolickiego wzniesiona w 1924 roku obok kolegium bartolomitów. Obecnie dom wikariuszy kościoła parafialnego
drewniana zabudowa miasta
Kilkadziesiąt parterowych domów z XVIII, XIX i z początku XX wieku. Uwagę zwraca dawna dzielnica protestancka przy ul. Gabriela Narutowicza oraz zabudowa drewniana ul. Tadeusza Kościuszki
browar
Dawny browar przyklasztorny wzniesiony w 1824 roku.
manufaktura
Dawna manufaktura przyklasztorna.
ogrodzenie i dzwonnice kościoła
Ogrodzenie kościoła parafialnego, pierwotnie o charakterze obronnym z XVIII wieku
Liceum Ogólnokształcące im. Adama Mickiewicza
Budynek liceum wzniesiony w 1918 roku staraniem miejskich społeczników zrzeszonych w Polskiej Macierzy Szkolnej.

### Cmentarze
cmentarz katolicki
Założony w 1797 roku na mocy nakazu austriackich władz zaborczych o organizacji cmentarzy komunalnych. Nekropolia miejska z nagrobkami z XIX wieku
cmentarz protestancki
Założony w drugiej połowie XVI wieku. Od XVII wieku na cmentarzu znajdował się kościół zboru ewangelicko-augsburskiego. Uwagę zwracają nagrobki tkaczy szkockich z XVII wieku. Cmentarz znajduje się na Pętli Siedleckiej szlaku turystycznego Drewniane Skarby Mazowsza. Na terenie znajduje się tablica informacyjna Szlaku.
cmentarz żydowski

### Miejsca pamięci
pomnik Bitwy pod Węgrowem 1863 roku
Głaz narzutowy usytuowany na niewielkim wzniesieniu w miejscu mogiły kosynierów biorących udział w bitwie powstania styczniowego z 3 lutego 1863. Miejsce pamięci ufundowane przez mieszkańców miasta w 1917 roku.
lapidarium na cmentarzu żydowskim
Pomnik w kształcie podwójnej macewy otoczony przez kilkaset zachowanych kamieni nagrobnych z cmentarza żydowskiego. Lapidarium i miejsce pamięci po dawnym kirkucie istniejącym od XVII wieku oraz miejscu egzekucji Żydów z węgrowskiego getta.

## Edukacja
- Przedszkole Nr 1
- Przedszkole Nr 2
- Przedszkole Nr 3
- Szkoła Podstawowa nr 2 im. Jana Pawła II
- Gimnazjum Gminy Liw im. kard. Stefana Wyszyńskiego (obecnie zlikwidowane w związku z wygaszeniem gimnazjów)
- Specjalny Ośrodek Szkolno – Wychowaczy
- Szkoła Podstawowa nr 1 im. Jana Dobrogosta Krasińskiego (wcześniej Gimnazjum im. Jana Dobrogosta Krasińskiego)
- Zespół Szkół Ponadgimnazjalnych im. Jana Kochanowskiego
- Liceum Ogólnokształcące im. Adama Mickiewicza
- Społeczna Akademia Nauk w Łodzi, zamiejscowy ośrodek dydaktyczny w Węgrowie

## Gospodarka
Addit
Addit jest przedsiębiorstwem specjalizującym się w produkcji precyzyjnej elementów i wyrobów z cienkiej blachy.
Odlewnia dzwonów Braci Kruszewskich

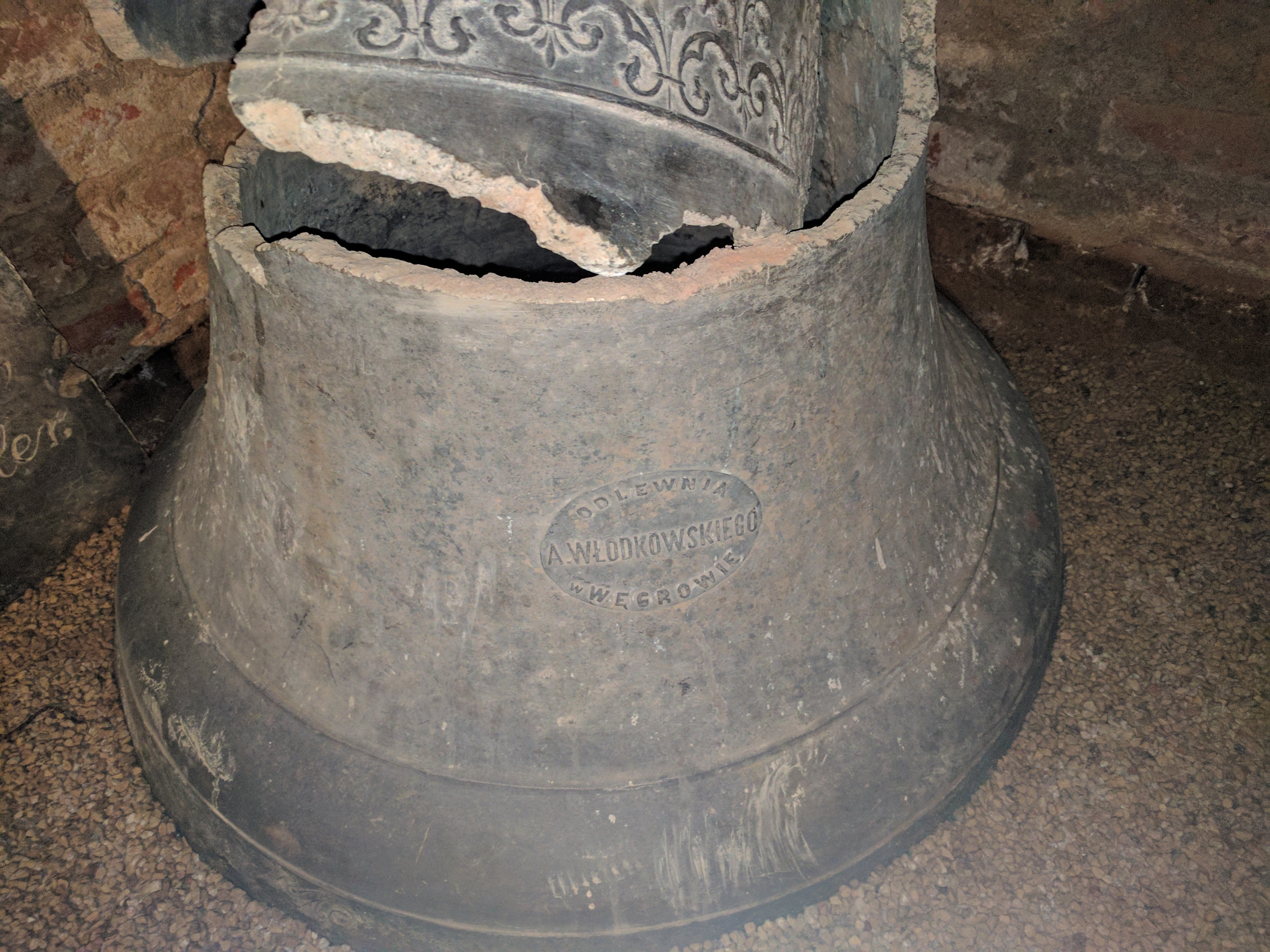
Dzwon Odlewni Antoniego Włodkowskiego z Węgrowa, uszkodzony w pożarze kościoła w Wielonach (Viļāni) w Polskich Inflantach (dziś – Łotwa)

Zakład ludwisarski w Węgrowie założył w połowie XIX wieku ludwisarz Antoni Włodkowski. Od 1920 roku firma należy do rodziny Kruszewskich. Jest to jeden z najbardziej znanych producentów dzwonów w Polsce.
Meblocross
Fabryka mebli założona w 1984 roku. Znana w latach 90. XX wieku z produkcji stolików pod telewizor.
Mleczarnia Hochland
Mleczarnia w Węgrowie należy do największych tego typu przedsiębiorstw w kraju. Jest drugim pod względem wielkości zakładem Hochland w Polsce.
P.P.H.U. Bomet
Bomet jest producentem maszyn rolniczych.

## Transport

### Drogowy
62 Strzelno – Włocławek – Płock – Węgrów – Sokołów Podlaski – Siemiatycze
637 Warszawa – Węgrów
696 Chodów – Węgrów
Drogi nr 62 i 637 tworzą obwodnicę Węgrowa, omijającą zabytkową część miasta.
Połączenie autobusowe zapewniają: PKS Sokołów Podlaski (m.in. z Warszawa przez Dobre i Mińsk Mazowiecki, Sokołów Podlaski, Siemiatycze oraz różne połączenia na terenie powiatu węgrowskiego i powiatu sokołowskiego) i PKS w Siemiatyczach Sp. z o.o. (Warszawa – Siemiatycze). Działają także prywatni przewoźnicy.

### Kolejowy
Miasto pozbawione jest połączeń kolejowych. Najbliższe stacje to Łochów i Mrozy.
Odległość do Warszawy wynosi 79 km lub 86 km (alternatywnie przez Kałuszyn).

### Lotniczy
Odległość do lotniska Okęcie wynosi 91 km, zaś do lotniska Modlin 104 km.

## Kultura
Od 1997 do 2014 roku w Węgrowie odbywał się Festiwal Obrzędów Weselnych. W 2015 został zastąpiony przez Krainę Mistrza Twardowskiego.

## Media
- Gazeta „Głos Węgrowa i Okolic” (wydawana nakładem 4500 egzemplarzy)

## Wspólnoty wyznaniowe

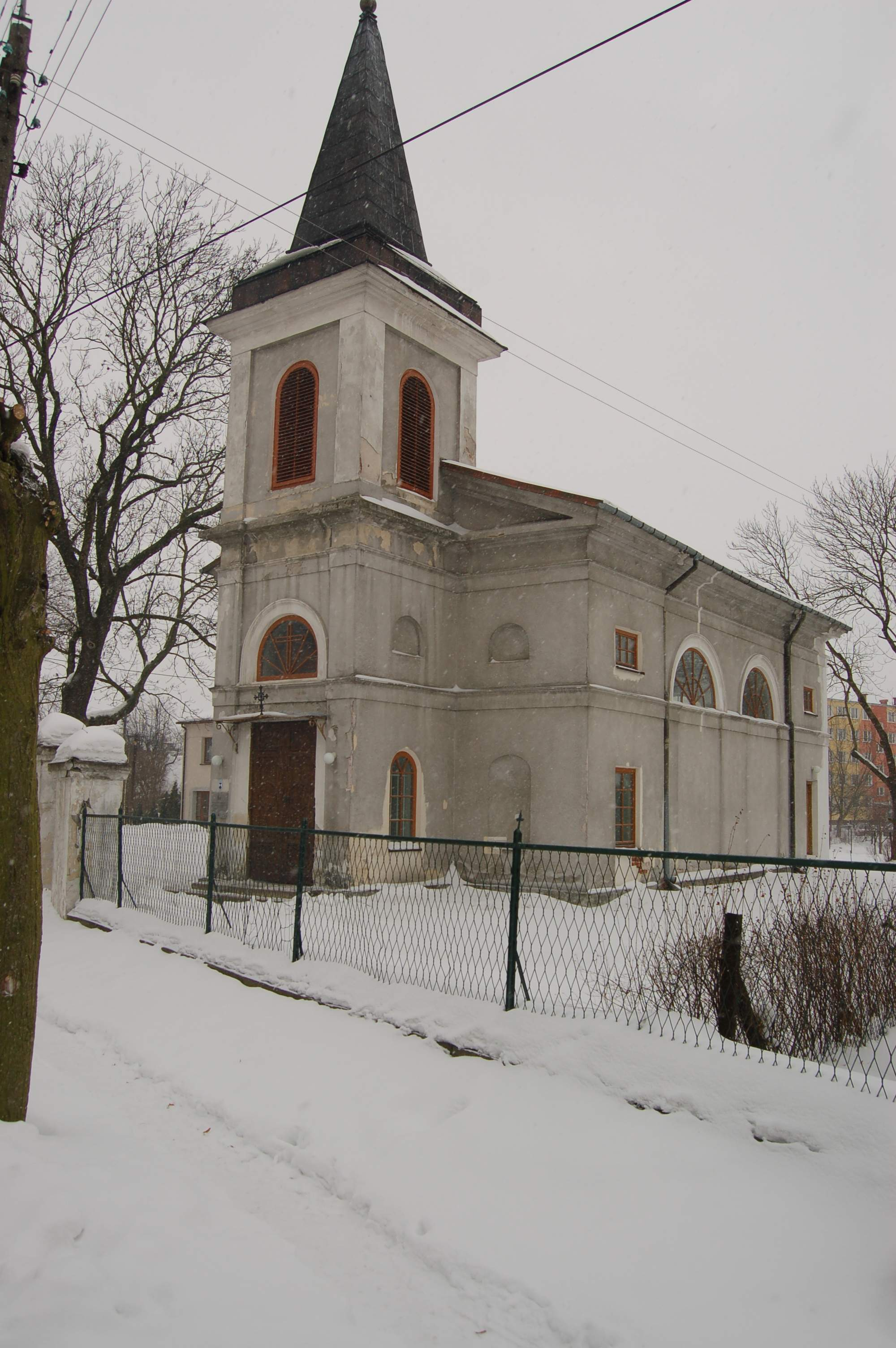
Kościół ewangelicko-augsburski Świętej Trójcy w Węgrowie

Na terenie Węgrowa działalność religijną prowadzą następujące związki wyznaniowe:
- Kościół Chrześcijan Baptystów w RP – placówka w Węgrowie[19]
- Kościół Ewangelicko-Augsburski w RP – 1 parafia: Parafia ewangelicko-augsburska Świętej Trójcy[20]
- Kościół rzymskokatolicki – trzy parafie: Parafia Wniebowzięcia Najświętszej Maryi Panny, Parafia św. Piotra z Alkantary i św. Antoniego z Padwy oraz Parafia św. Ojca Pio[21]
- Świadkowie Jehowy – 1 zbór[22]
- Kościół Starokatolicki Mariawitów w RP – wierni należą do parafii Przemienienia Pańskiego w Żarnówce

## Sport
- MKS Nike Węgrów
- MKS Czarni Węgrów
- WKS Sfinks
- SPS Olimpia Węgrów
- Formacja Taneczna Avocado Węgrów
- Tatrzanka węgrów

## Współpraca międzynarodowa
Miasta i gminy partnerskie:
- Włochy Valsolda
- Ukraina Żółkiew
- Ukraina Skole
- Ukraina Rokitno
- Litwa Powiat święciański

W 2022 roku miasto Węgrów zerwało współpracę z położonym na Białorusi miastem Wołożyn. Miało to związek ze wspieraniem przez Białoruś rosyjskiej inwazji na Ukrainę.